# Гвалегвай
Гвалегвай (ісп. Gualeguay) — місто та муніципалітет у департаменті Гвалегвай провінції Ентре-Ріос (Аргентина), адміністративний центр департаменту.

## Історія
1750 року іспанська військова експедиція вбила в Ла-Матансі багато індіанців, після чого ці місця почали заселяти переселенці з Європи. 1783 року Томас де Рокамора заснував тут на річці Гвалегвай поселення, яке він назвав Вілья-де-Сан-Антоніо-де-Гвалегвай-Гранде (ісп. Villa de San Antonio de Gualeguay Grande) на честь святого Антонія Падуанського. На той час тут було 56 будинків, у яких проживало 150 осіб.
1872 року створено муніципалітет.

## Відомі уродженці
- Фернандо Аяла[es] (1920—2007) — кінорежисер, один з лідерів аргентинського кінематографа.
- Хорхе Бурручага (нар. 1962) — футболіст.
- Рамон Медіна Бельо (нар. 1966) — футболіст.
- Хоакін Ларрівей (нар. 1984) — футболіст.